# نادي تشرين
نادي تشرين الرياضي من الأندية العريقة في سوريا ويقع مقره في ساحة اليمن ضمن مركز مدينة اللاذقية مقابل نادي حطين. ويحوي 3 ملاعب تدريبية لكرة القدم من العشب الصناعي وملعب تدريبي لكرة السلة بالإضافة لمدينة ملاهي. يعد من أبرز الأندية السورية ويعد هو وحطين أشهر الأندية الساحلية وأكثرها تقديما للاعبين للمنتخب السوري.

## لاعبو فريق كرة القدم الأول للموسم 2020/2021
| الرقم | الجنسية | المركز | اللاعب         |
| ----- | ------- | ------ | -------------- |
|       | سوريا   | حارس   | أحمد مدنية     |
|       | سوريا   | حارس   | غيث سليمان     |
|       | سوريا   | حارس   | ويليام غنام    |
|       | سوريا   | مدافع  | عبدالرزاق محمد |
|       | سوريا   | مدافع  | خالد كردغلي    |
|       | سوريا   | مدافع  | نديم صباغ      |
|       | سوريا   | مدافع  | رامي لايقة     |
|       | سوريا   | مدافع  | عمر ريحاوي     |
|       | سوريا   |        | ياسر شاهين     |
|       | سوريا   | مدافع  | حسن أبو زينب   |

| الرقم | الجنسية | المركز | اللاعب       |
| ----- | ------- | ------ | ------------ |
|       | سوريا   | وسط    | ماهر دعبول   |
|       | سوريا   | وسط    | كامل حميشة   |
|       | سوريا   | وسط    | زكريا العمري |
|       | سوريا   |        | كامل كواية   |
|       | سوريا   |        | محمد حمدكو   |
|       | سوريا   |        | محمد مالطا   |
|       | سوريا   | وسط    | محمد المرمور |
|       | سوريا   | مهاجم  | علاء الدالي  |
|       | سوريا   | مهاجم  | باسل مصطفى   |
|       | سوريا   | مهاجم  | نعيم غزال    |

## التأسيس
عام 1946 كان نادي الساحل هو النادي الأول في اللاذقية المرخص رسميًا، وكان لا بد من وجود نادي آخر تعزيزًا لروح المنافسة ونهوضًا بمستوى الرياضة في مدينة اللاذقية. في منزل عبد الله عيسى اجتمع عدد كبير من الإداريين واللاعبين وتمخض الاجتماع عن تأسيس نادي رياضي آخر سمي باسم «الجلاء». وأول مقر اتخذ لهذا النادي بعد ولادته كان خلف مدرسة جول جمال حاليًا في منزل «المرعش» وأول هيئة إدارية شكلت كانت على الشكل التالي:
صلاح الدين غريب: رئيسًا
عبد الله عيسى: مدير ألعاب
عبد الوهاب عيسى: أمين للسر
حمزة عيسى: أمين للصندوق
محمد زيدان: العلاقات الخارجية
حمزة حداد: عضو
```
والفريق يتألف من: 
عبد الله عيسى
، عبد الوهاب عيسى، حمزة عيسى، محمد عضيمة، 
خالد كردغلي
، كمال غريب، محمد غزال، يوسف عبد، عثمان طريفي، محمد تن، محمد شعار، عبد الله عبد، موسى حميصي حارس للمرمى.وبسرعة كبيرة حقّق النادي قفزة إلى النجومية والبطولة.
```

ثم أسست مجموعة من الأندية واندمجت لنصل إلى عام 1977 حيث دمج نادي النهضة السوري نادي القادسية السوري ليشكّلا معًا نادي تشرين السوري وسنسرد معلومات عن السيرة الذاتية للنادي منذ تأسيس أول نادي:

## التسلسل الاندماجي
- نادي الجلاء تأسس عام 1946 (كرة القدم) ·
- نادي الحرية اللاذقاني تأسس عام 1952 (كرة السلة وكرة الطائرة)
- نادي اللواء تأسس عام 1963 (كرة القدم)
1- اندمجت الأندية السابقة (الجلاء + الحرية + اللواء) تحت اسم نادي القادسية السوري عام 1971 ·
- نادي اللاذقية عام 1954 (كرة السلة وكرة الطائرة) ·
- نادي العربي اللاذقاني تأسس عام 1962 (كرة القدم)·
- نادي الوثبة اللاذقاني تأسس عام 1963 (كرة القدم).
2- اندمجت الأندية السابقة (اللاذقية + العربي + الوثبة) تحت اسم نادي النهضة السوري عام 1971.
ثم اندمج ناديي النهضة والقادسية في نادي تشرين عام 1977.
وبالتالي نعتبر أن نادي تشرين قد تأسس مع تأسيس أقدم الأندية المُشكّلة له وهو نادي الجلاء.
صاحب فكرة تأسيس نادي الجلاء هو عبد الوهاب عيسى وقد جسّد الفكرة إلى حيز التنفيذ عبد الله وعبد الوهاب عيسى، قيس رويحة، وديع عجان، محمد زيدان، حمزة حداد، محمد غزال.
أول مباراة خاضها النادي بعد تأسيسه ضد فريق القوى البحرية السوري وربحها (3 - 1) وأول مباراة خارجية لعبها الفريق في طرابلس مع بطلها (و كان يضم لاعبين من آل النملة من منتخب لبنان لكرة القدم) وانتهت المباراة بالتعادل (2 - 2) وسجّل هدفي المباراة عبد الوهاب عيسى عام 1947 .

## أسماء من تشرين
في الخمسينيات: محمد غزال، محي الدين قدور.
في السبعينيات: جان آجيا، سيف الدين اسكية، عدنان سنكري.
في الثمانينيات: عبد القادر كردغلي، عمار حبيب، يوسف هولا، محمد البدي، موفق كنعان، نضال قضيماتي، الحارس نبيل خنيسة، إسماعيل قنيش، عمار إسماعيل، وهيب عنيزة ومن المحترفين: الحارس أحمد عيد، وجورج خوري، وليد أبو السل، نزار محروس.
في التسعينيات: عبد الله مندو، عـادل جـوني، أحمد كردغلي، غسان قرة علي، شادي مرعي، سالم بركة ومن المحترفين: الحارس مازن كوسا، حازم حربا، محمد اليوسف، علي الشيخ ديب.
بعد الألفين: معتز كيلوني، موسى حايك، أديب بركات، عبد القادر دكة، سامر نحلوس، محمود خدوج، الحارسان مصطفى شاكوش وأحمد مدنية، زياد عجوز، ربيع جمعة، محمد باش بيوك. ومن المحترفين: عبد الرحمن عكاري، محمد غرير، يونس سليمان، محمد مرمور، خالد كردغلي.

## إنجازاته
- الدوري السوري: 5 [2]
  - أعوام: 1982، 1997، 2020، 2021،2022

وصيف الدوري السوري لكرة القدم في الموسم 2016/2017، 2018/2019
- كأس سوريا: 1 [3]

•الحصول على كأس السوبر السوري عام 1982 بالفوز على حامل الكأس نادي الاتحاد السوري بنتيجة (2 - 1) ·
•الوصول للمباراة النهائية في بطولة كأس الجمهورية السورية خمس مرات: أعوام (1973 - 1979 - 1988 - 2004 - 2006) ·
•شارك في دوري أبطال العرب مرتين:
الأولى مع نادي الأنصار اللبناني عام 1982 وانتهت بالتعادل (1 - 1) ولم يجرِ الإياب بسبب الحرب الأهلية اللبنانية. والثانية عام 2004 مع النادي الإسماعيلي المصري. خسر ذهابًا (3-0) في اللاذقية وإيابًا (2-0) في مصر. وحُرِم من المشاركة في دوري أبطال العرب عام 1998. بقرار ظالم من الاتحاد السوري لكرة القدم وشارك مكانه نادي الجيش السوري.
•شارك في بطولة الأندية الآسيوية عام 2001 لعب مع الهلال السعودي ذهابًا في اللاذقية خسر بنتيجة (3 - 2) سجل الأهداف حسان إبراهيم وإيابًا في السعودية تعادل (1 - 1) سجل الأهداف أحمد كردغلي.
- هدافو الدوري السوري:
  - موسم 83-84 عبد القادر كردغلي 9 أهداف.
  - موسم 84-85 موفق كنعان 14 هدف.
  - موسم 85-86 موفق كنعان 16 هدف.
  - موسم 88-89 نضال قضيماتي 15 هدف (في 11 مباراة لعبها فقط) وحقق خلالها لقب هداف الدوري السوري.

## لاعبو فريق كرة القدم الأول
ملاحظة: تشير الأعلام إلى المنتخب الوطني على النحو المحدد في قواعد الأهلية للفيفا. قد يحمل اللاعبون أكثر من جنسية واحدة غير تابعة للفيفا.
| الرقم | البلد | المركز | اللاعب            |
| ----- | ----- | ------ | ----------------- |
| 1     | سوريا | حارس   | عبد اللطيف نعسان  |
| 2     | سوريا | وسط    | محمد علي          |
| 4     | سوريا | مدافع  | حمدي المصري       |
| 5     | سوريا | مدافع  | معتز كيلوني       |
| 6     | سوريا | مدافع  | محمد إسطنبلي      |
| 7     | سوريا | وسط    | زياد عجوز         |
| 8     | سوريا | وسط    | محمد خدوج         |
| 10    | سوريا | وسط    | عبد الإله الحفيان |
| 9     | سوريا | وسط    | محمد باش بيوك     |

| الرقم | البلد | المركز | اللاعب       |
| ----- | ----- | ------ | ------------ |
| 12    | سوريا | وسط    | محمود الصالح |
| 17    | سوريا | مهاجم  | مجد شلهوم    |
| 18    | سوريا | وسط    | حسن أبو زينب |
| 19    | سوريا | مدافع  | نديم صباغ    |
| 26    | سوريا | مهاجم  | خالد كوجلي   |
| 27    | سوريا | مدافع  | مصطفى زيدان  |
| 29    | سوريا | مهاجم  | محمد المرمور |
| 25    | سوريا | حارس   | غيث سليمان   |
| 99    | سوريا | وسط    | محمد غرير    |

## ترتيب فريق كرة القدم الأول منذ عام 1995
| موسم       | الترتيب | لعب | فوز | تعادل | خسارة | له | عليه | فارق الأهداف | نقاط | ملاحظات          |
| ---------- | ------- | --- | --- | ----- | ----- | -- | ---- | ------------ | ---- | ---------------- |
| 1994-1995  | 5       | 22  | 10  | 7     | 5     | 31 | 22   | +9           | 37   | -                |
| 1996-1997  | البطل   | 26  | 18  | 6     | 2     | 51 | 23   | +28          | 60   | -                |
| 1997-1998  | 5       | 26  | 13  | 3     | 10    | 40 | 37   | +3           | 41   | حسم نقطة         |
| 1998-1999  | 9       | 26  | 9   | 6     | 11    | 35 | 49   | -14          | 33   | -                |
| 1999-2000  | 3       | 26  | 15  | 5     | 6     | 43 | 29   | +14          | 50   | -                |
| 2000-2001  | 9       | 26  | 7   | 10    | 9     | 33 | 34   | -1           | 31   | -                |
| 2001-2002  | 12      | 21  | 3   | 8     | 10    | 22 | 38   | -16          | 17   | هبط بقرار إتحادي |
| 2003-2004  | 3       | 28  | 16  | 6     | 6     | 55 | 35   | +20          | 54   | -                |
| 2004-2005  | 8       | 26  | 7   | 10    | 9     | 29 | 31   | -2           | 31   | -                |
| 2005-2006  | 8       | 26  | 9   | 7     | 10    | 36 | 34   | +2           | 34   | -                |
| 2006-2007  | 6       | 26  | 8   | 8     | 10    | 27 | 31   | -4           | 32   | -                |
| 2007-2008  | 7       | 26  | 7   | 8     | 11    | 25 | 34   | -9           | 29   | -                |
| 2008-2009  | 8       | 26  | 7   | 9     | 10    | 27 | 30   | -3           | 30   | -                |
| 2009-2010  | 3       | 26  | 14  | 6     | 6     | 36 | 23   | +13          | 48   | -                |
| 2010-2011  | 7       | 15  | 5   | 5     | 5     | 14 | 15   | -1           | 20   |                  |
| 2016-2017  | 2       | 30  | 18  | 10    | 2     | 45 | 22   | 23           | 46   |                  |
| -2017 2018 | 4       | 26  | 11  | 8     | 7     | 28 | 17   | 11           | 41   | -                |
| -2018 2019 | 2       | 26  | 15  | 8     | 3     | 31 | 14   | 17           | 53   | -                |
| -2019 2020 | البطل   | 26  | 18  | 5     | 3     | 44 | 15   | 29           | 59   | -                |
| -2020 2021 | البطل   | 26  | 18  | 5     | 3     | 42 | 16   | 26           | 59   | -                |

## لقب الدوري 1999 في سطور
سُمّي فريق تشرين الحاصل على بطولة الدوري لموسم 1981-1982 بالفريق الذهبي نظرًا لما ضمه من نجوم بالمعنى الحقيقي للكلمة، فكل لاعب كان نجمًاً تمتع بموهبة استثنائية بالمركز الذي شغله على مستوى سوريا لكن عبد القادر كردغلي كان النجم الذي سطع على مستوى سوريا والوطن العربي وقدم مستوى متميزًا طيلة فترة حياته في الملاعب، حيث شكّل نقطة الثقل بالفريق وبيضة القبان وأعطى ثقة كبيرة لكافة زملائه اللاعبين بالفريق وشكل ضغطًا إضافيًا على كافة الفرق التي لعب ضدها الفريق..
تميز هؤلاء النجوم بروح الفريق الواحد فكان (الفرد للكل والكل للفرد) مما ساهم وبشكل كبير جدًا إلى نجاح اللاعب وتألقه ونجاح الفريق بتقديم عروض جماعية أمتعت وأطربت الجماهير وأدّت في النهاية لإحراز بطولة الدوري أغلى بطولات المسابقات، هذا مما أدّى لوقوف جماهير اللاذقية دون استثناء خلف الفريق في جميع مبارياته وخاصة الداخلية -و منهم جمهور حطين- الذي حضر كافة مباريات الفريق وشجعه نظرًا للأداء الرائع والممتع الذي قدمه أبطال تلك المرحلة والتي تميزت بلاعبين كبار داخل الفرق المنافسة التي قابلها حيث كان كل لاعب منهم لشهرته ومستواه يعادل فريقًا كاملًا مقابل لاعبي الذين كان متوسط أعمارهم 21 سنة تقريبًا.

## تشكيلة فريق تشرين بطل موسم 1981 - 1982
طارق طويل: حمل الرقم (1) حارس موهوب طوله حوالي 186 سم رشيق جريء ردة فعله سريعة حاضر البديهة أهم ميزاته تصديه لحالات الانفراد الكامل به، لقبوه بداساييف حارس مرمى الاتحاد السوفييتي نظرًا للشبه في الشكل وطريقة الأداء، قدمه اليسرى هي الأساسية.
عدنان السنكري: الحارس التشريني المعروف ساهم مع زملائه بالحصول على البطولة.
كمال قميرة: قدم عدة مباريات جميلة وساهم مع زملائه بالحصول على اللقب
معروف نجار: الملقب (الحاج أبو عدنان) يلعب قلب دفاع كما يجيد اللعب بالقدم اليسرى إضافة إلى أنه يتميز بطوله وحسن ارتقائه والتعامل مع الكرات الطويلة ومنع المهاجمين من دخول جزاء تشرين بأي طريقة كانت.أحيانا يتم وضعه ليلعب بمركز ظهير أيسر لإجادته اللعب بشكل جيد بالقدم اليسرى.
حسان محمد: حمل الرقم (5) صخرة دفاع حقيقية صلب وعنيد وذو شخصية قوية يهابه كل المهاجمون دون استثناء لا يهاب ظروف المباراة أيًا كانت صعوبتها وكلما كانت الظروف صعبة تزيده عنادًا وجبروتًا وإصرارًا على منع أي مهاجم من دخول منطقتنا المحرمة وهو بالمناسبة من أكبر اللاعبين سنًا بالفريق يلعب بالقدمين إنما قدمه اليمنى هي الأساسية.
أحمد طريفي: حمل الرقم (3) ملقب ب عـماشـــه قوي البنية طوله حوالي 184 سم صلب وعنيد أيضًا، عصبي المزاج داخل الملعب عصبيته كانت تزيده إصرارًا وعنادًا بمنع أي مهاجم من عبور حدود منطقنا المحرمة، يمتاز بقطعه للكرات العالية، يلعب بالقدمين إنما قدمه اليمنى هي الأساسية.
علي الجندي: الظهير الأيمن حمل الرقم (15) لاعب شامل ومهاجم بثياب ظهير مدافع، ظهر بفريق شباب تشرين واكتمل وتميز مع فريق الرجال، شكّلت جهتنا اليمنى بوجوده نقطة ثقل وقوة ضاربة، فبالرغم من المهام الموكلة إليه كمدافع إلا أن نزعته للهجوم وبراعته بذلك كانت نقطة تميزه ومحط الإشادة به كظهير عصري من الطراز الأول، تسديداته بقدمه اليمنى مؤثرة وقوية وسجل منها أكثر من هدف، غالبًا ما كسر التسلل بالفرق التي كانت تعتمد على نصب مصيدة التسلل وذلك لقدومه من الخلف.
يوسف هولا: الظهير الأيـسـر حمل الرقم (4) لاعب ناشئ ثبت أقدامه بقوة بفريق الرجال منذ المباراة الأولى حيث رفعه المدرب من الناشئين للرجال مباشرة واعتمد عليه بالجهة اليسرى بالرغم من أنه لعب بفريق الناشئين بخط الوسط إلا أن نظرة المدرب كانت صائبة بتوظيف إمكانياته ليشغل ذلك المركز ويستمر به مع فريق الجيش ومنتخب سوريا، بالرغم من صغر سنه (17 سنة) إلا أنه نجح بالشقين الدفاعي والهجومي مع الفريق، يلعب بالقدمين إلا أن قدمه اليسرى هي الأساسية تسديداته قوية.
محسن فارس: حمل الرقم (13) أهم ما يميزه حركته التي لا تنتهي ونشاطه الدائم، كان شعلة نشاط بخط الوسط ونجح بربط الدفاع بالهجوم وفي التغطية الدفاعية بالرغم من قصر قامته، شغل بخط الوسط مركز لاعب الارتكاز وكانت مهامه دفاعية أكثر لاسيما بوجود الكردغلي إلى جانبه، تسديداته بقدمه اليمنى قوية ولاسيما (first time) سجل للفريق كثيرًا بهذه الطريقة، استحق وبجدارة لقب (عتال الفريق) يلعب بالقدمين ولكن قدمه اليمنى هي الأساسية.
عبد القادر كردغلي: كأبطال المسرحيات وكالنجوم الكبار في أي مجال يجب تقديمه أخيرًا تقديرًا لموهبته الاستثنائية التي أفادت وأمتعت والتي فعلت كل ما يتخيله شخص منا بالكرة، سجل وقدم مهارات غير عادية وقام بفواصل مهارية انتزعت الآهات انتزاعًا من صدور الجماهير في كل المحافظات، كان كبيرًا بموهبته بالرغم من صغر سنه.
طوَع الكرة له فأطاعته في كل ما أراد، كان الجميع يتمنى وصول الكرة إليه طلبًا للمتعة الكروية ولتقديم فاصل كروي مهاري راقص، الكل كان يتمنى ضربة حرة مباشرة على مرمى الخصم ليرى كيف وبأي طريقة سيسدد كرته إنه وباختصار وبعد طول انتظار ملك الكرة السورية عبد القادر كردغلي.
حمل الرقم (6) وشغل بخط الوسط مركز لاعب الارتكاز وكانت مهامه هجومية أكثر من كونها دفاعية ربط خطي الدفاع بالهجوم بمهارة عالية واستطاع مع زميله محسن أن يكونا خير عون وسند لخطي الدفاع والهجوم يلعب بالقدمين اليمنى واليسرى.
وهيب عنيزة: ساهم مع زملائه بالحصول على البطولة.
إسماعيل قنيش: ساهم مع زملائه بالحصول على البطولة.
محمد البدي: حمل الرقم (10) جناح أيسر مبدع مراوغ، رفعاته واختراقاته من جهة اليسار كانت مؤثرة جدًا وذات فاعلية عالية، انشغل به مدافعو الفرق المنافسة لخطورة اختراقاته وبراعته بالتسجيل، تسديداته بقدمه اليسرى قوية جدًا وسجل بواسطتها كثيرًا للفريق، أهم ما يميزه أخلاقه العالية.
حسن سعد: حمل الرقم (16) لعب كجناح أيمن نظرًا لحاجة الفريق إليه في هذا المركز ونجح فيه وأدى واجبه ودوره على أكمل وجه ولعل أكثر ما يميز حسن سعد منذ أن كان لاعبًا بشباب فريق القادسية بأنه يستطيع أن يلعب بأي مركز يحتاجه الفريق فهو لعب قبلًا كقلب دفاع وبامتياز وكظهير أيمن وبخط الوسط وهو مركزه الأساسي وكمهاجم إلا أن مصلحة الفريق كانت لها الكلمة الأولى والأخيرة، لعب بمرحلة الذهاب فقط وترك الفريق بالإياب لظروف خاصة، تمريراته جميلة جدًا ومؤثرة وتسديداته قوية وبالقدمين فهو يجيد اللعب بالقدمين.
سعيد قميرة: حمل الرقم (11) وحل أساسيًا مع الفريق بمرحلة الإياب بمركز الجناح الأيمن مكان اللاعب حسن سعد، لاعب مهاري مراوغ كالثعلب بمكره الكروي شغل الجهة اليمنى للفريق بامتياز، ماكر حتى بتسديداته بقدمه اليمنى، يلعب بكلتا القدمين لكل قدمه اليمنى هي الأساسية.
عبد الرحمن فواخرجي: واحد من نجوم خط الوسط لعب وأبدع كثيرا مع تشرين وساهم بالحصول على البطولة وينتمي لعائلة الفواخرجي المتيمة بكرة القدم.
موفق كنعان: حمل الرقم (14) مهاجم هداف من الطراز الأول عنيد مشاكس، بنيته قوية ومرنة، يمتاز بالألعاب الهوائية ومتابعته الدؤوبة لكل الكرات المتجهة لحارس المرمى وكثيرًا ما سجل من كرات اخطأ الحراس بتقديرها نتيجة متابعته حتى للكرات التي تبدو للمشاهد بأنها بلا أمل، كان مرعبًا ومصدر قلق دائم لكل الفرق التي لعبنا ضدها باختصار شديد هداف مرعب بكل ما تحمله الكلمة من معنى.
نضال قضيماتي: حمل الرقم (9) بزغ نجمه مع فريق الرجال تم ترفيعه من الناشئين للرجال بنفس الطريقة التي تمت على يد مدرب الفريق مع يوسف هولا وشغل مكان هداف كبير كان موجودًا بالفريق (سيف الدين اسكية) وثبت أقدامه مع الفريق وعرف على مستوى سوريا من خلال الفريق الذهبي، مراوغ بارع وتسديداته قوية بقدمه اليسرى التي سجل بواسطتها كثيرًا للفريق، ينسل بسهولة وسلاسة من بين المدافعين ليواجه الحراس ويسجل، سريع، يجنح للجهة اليسرى أثناء اختراقاته، شكل مع موفق كنعان قوة ضاربة ومرعبة لكل الفرق.
سيف الدين اسكية: المهاجم التشريني المشهور وهداف تشرين والقادسية سابقا لاعب سريع الحركة قادر على التعامل مع الكرة بشكل جيد وسجل عدة اهداف وساهم مع زملائه بالحصول على البطولة.
مدرب الفريق: أحمد سوما: المعروف لدى جماهير تشرين (بأبو مـخـتـار) صاحب الإنجاز بامتياز، بداية استطاع أن يسيطر على تلك النجوم الجامحة وأن يوظف إمكانياتهم الفنية والبدنيه على أحسن ما يكون، فهو بنظرته الثاقبة وجرأته اختار لاعبين من فريق الناشئين وجعلهم أساسيين بالفريق (يوسف هولا ونضال قضيماتي) وتلك تعتبر مغامرة كروية بحد ذاتها بكرة القدم، أهم ما يميزه بالدرجة الأولى شخصيته القوية جدًا واختياره لأميز 11 لاعب ليخوضوا المباراة، صهر تلك المجموعة الرائعة في بوتقة الفريق الواحد وأحبهم بشكل فعلي كأولاده وبعد أن عرفوه أحبوه وأخلصوا له فكان الإنجاز بوجود لاعبين نجوم كبار في كل الأندية.
من صفاته بأنه كان يحزن جدًا وبصمت بعد الخسارة وعندما كان يفوز يفرح ويخرج بصمت، لم يكن يعبر عن تلك الفرحة مهما كانت أمام لاعبيه وأمام الجماهير.
في جلساته الخاصة كان يتغنى بلاعبيه وبحب لاعبيه، لكنه في التمارين والمباريات كنت لتظنه دكتاتورًا أو جلادًا لمعالم وجهه القاسية التي لا تبتسم إلا قليلًا، أحبته جماهير تشرين وتغنت باسمه وحزنت جدًا على وفاته لأنها فقدت رياضيًا مميزًا لاعبًا ومدربا (توفي عن 47 عامًا).
مساعد المدرب: محمد زيادة: المعروف (بأبو علي الشما) عمل بجد وإخلاص مع مدرب الفريق ووضع كامل خبرته في الملاعب بخدمة الفريق، واستغل دماثة شخصيته بعلاقته مع اللاعبين للإطلاع على مشاكلهم خدمة للفريق، كان من نصيبه الجانب التطبيقي والعملي خلال التدريبات للفريق وسجل هذا الإنجاز في سجله كمدرب (توفي يوم الجمعة 30 نيسان 2010).
مقتطفات من ذلك الدوري:
الترتيب :
1- تشرين
2- الوثبة
3- الاتحاد
4- الكرامة
5- الأمن (الشرطة حاليا)
الهابطون : الطليعة وحطين واليرموك والثورة
هداف الدوري: نبيل السباعي (الكرامة)
كاس الجمهورية: الاتحاد-الفتوة (2-0)
يقول الملك عبودة (عبد القادر كردغلي): "كان فريق تشرين وقتها 1982 واحدًا من أقوى الفرق في سورية ومهيئًا للحفاظ على بطولة الدوري لعدة سنوات، لكن الفريق تشتت بعد قرار إعادة بناء الملعب البلدي (الباسل حاليًا) وأعمال الصيانة فيه والتي استمرت ثلاث أو أربع سنوات لعبنا خلالها في طرطوس وجبلة ورغم ذلك بقينا من الفرق المنافسة على البطولة وحللنا في المراكز الثلاثة الأولى، قبل أن يبدأ اللاعبون بمغادرة النادي. كالنجار والبدي إلى جبلة والقضيماتي للسفر.
فعندما كنا نلعب في الماضي لم نكن نفكر في المال وكان كل تفكيرنا منحصرًا بكيفية إسعاد الناس بأدائنا ونتائجنا، فالفرحة التي كنا نشاهدها في عيون الناس لا تقدر بثمن، وأذكر في أحد المرات أننا في المنتخب عدنا من الأردن إلى دمشق والناس تهتف لنا (وترمينا بالرز).. أتمنى أن يفكروا بهذه الأمور فقط فإسعاد الناس يساوي المليارات، ولكنه يحتاج لضمير "

## تشكيلة فريق تشرين بطل موسم 1996 - 1997

فريق تشرين بطل الدوري السوري 1996-1997

محمد عكارة كابتن الفريق وقلب الدفاع: العمر 30 سنة، الطول 1.85م. بدأ العمل مع كرة تشرين 1987 في فئة الشباب وشارك زملاءه في مرحلة الذهاب من دوري ذلك الموسم ثمن التحق بالخدمة الإلزامية وابتعد عن معشوقته الكرة بعض الوقت وبعد أن أنهى خدمته الإلزامية عاد إلى صفوف فريقه ليدافع عن ألوانه ولعب الموسم الماضي في دور الأقوياء وحقق مع كرة تشرين بطولة دوري هذا الموسم.
مازن كوسا حارس المرمى: العمر 30 سنة، الطول 1.75م. بدأ اللعب في نادي حطين ودافع عن شباكه سنين عدّة ثم لعب لنادي جبلة وتألق في حراسة المرمى وساهم في حصول جبلة على بطولة الدوري ثم انتقل إلى تشرين وأثبت أنه من الحراس الخبيرين فقد امتاز مع فريقه تشرين بالشجاعة وسرعة البديهة والجرأة وكان أحد الأسباب الرئيسية في فوز تشرين بلقب بطولة الدوري. لعب للمنتخب الوطني للشباب في البرتغال في نهائيات كأس العالم للشباب ودعي للمنتخب الوطني والمنتخب الأولمبي عدة مرات.
غسان قرة علي ليبرو الفريق: العمر 25 سنة الطول 1.79م. البداية كانت مع نادي التضامن في اللاذقية حيث لعب لفريقي الناشئين والشباب ثم الرجال ثم انتقل إلى صفوف فريق تشرين عام 1992 ومنذ ذلك الوقت وهو يدافع عن ألوان فيريقه. يعد من اللاعبين القلائل الذين يجيدون اللعب في مركز الليبرو في القطر لذلك ضمّه مسؤولو المنتخب الوطني رغم صغر سنه عام 1992 إلى شباب المنتخب ولعب في عام 1993 مع منتخب الجيش العسكري وفي عام 1994 ساهم بشكل كبير وفعّال في إحراز منتخبنا الشاب كأس آسيا لأول مرة في تاريخ الكرة السورية وهو حاليًا ضمن تشكيلة فريق الرجال الذي يستعد لتصفيات كأس العالم.
أحمد كردغلي ظهير أيسر: العمر 23 سنة الطول 1.82م. بدايته الكروية مع فريقه تشرين في فئة الأشبال ثم لعب مع فريقي الناشئين والشباب بإشراف الكابتن حسّان محمد. وفي عام 1993 لعب لفريق رجال تشرين في مركز وسط أيسر وتألق في هذا المركز لقوة تسديداته وتمريراته الرائعة إلى داخل منطقة مرمى الفريق الخصم. شارك مع فريق شباب الوطن في إحراز لقب كأس آسيا وسجّل عدّة أهداف للذكرى كما شارك مع منتخب الوطن الأولمبي في التصفيات الأولمبية وشارك أيضًا مع منتخب سورية العسكري.
حسن سبيعي ظهير أيمن: العمر 24 سنة الطول 1.68م. بدايته الكروية كانت في المدارس والأحياء وانتسب إلى نادي تشرين عام 1985 ولعب في جميع الفئات وأشرف على تدريبه كل من المدربين علي الجندي وموفق كنعان ومحمد زيادة وعثمان شموط وحسان محمد ومصطفى منلاة وعندما وصل إلى فئة الرجال تدرب على أسلوب الكابتن عبد القادر كردغلي والكابتن جميل جرو وأخيرًا الكابتن مصطفى طحّان.
شادي مرعي خط وسط: العمر 21 سنة الطول 1.80م. البداية كانت مع فريق أشبال تشرين في عام 1988 بإشراف المدرب عبد الرحمن إدريس ومن ثم في فئة الناشئين مع المدربين علي الجندي ومحمد الجندي وعثمان شموط وفي فئة الشباب بدأت علامات ظهور مدفعجي بتسديداته القوية. لعب لفريق رجال تشرين عام 1994 وقدم مستوى جيد جعل عيون خبراء المنتخب تسرع في ضمه إلى منتخب الشباب الذي مثلنا في كوريا. وحاليًا يستعد مع زملائه في منتخب الرجال لتصفيات كأس العالم.
مروان نحلوس خط وسط: العمر 23 سنة الطول 1.72م. أول مرة لامس الكرة كلاعب في فريق كانت في عام 1986 في فريق ناشئي تشرين ثم لعب لفريق الشباب الذي نافس على بطولة الدوري مع فريق الاتحاد وفي عام 1993 انضم غلى فريق الرجال ولعب في البلاي أوف الموسم الماضي. وساهم في هذا العام في حصول تشرين على لقب الدوري كلاعب أساسي نشيط ومجتهد. سجّل عدة أهداف جميلة وبمجهود فردي. دعي عدة مرات للمنتخب الوطني والأولمبي والعسكري.
زكريا رمضان خط وسط أيمن: العمر 30 سنة الطول 1.80م. بدايته الكروية كانت مع ناشئي تشرين في عام 1980 تحت إشراف المدرب عثمان شمّوط ومن ثم ضموه إلى فريق الشباب رغم صغر سنه ولعب خمس سنين كاملة مع فريق الشباب وفي عام 1986 لعب موسمه الأول ضمن صفوف فريق الرجال وكان معروفًا بحركاته المكوكية ومراوغاته الناجحة ودعي إلى المنتخب الوطني للشباب ولم يستطع الالتحاق وقتها بسبب الحرق الشديد الذي أصاب قدميه.
محمد اليوسف خط وسط أيسر: العمر 26 سنة الطول 1.82م. بدايته الكروية كانت في بلدته تلكلخ الذي تألق في مدارسها وناديها وانتسب بعد ذلك إلى نادي الوثبة الحمصي ولعب له عدة مواسم وكان من اللاعبين المعروفين في كرة الوثبة بالإضافة إلى كونه أحد هدافي الفريق. لعب لفريق شباب الساحل اللبناني وبعد انتهاء عقده وقّع لتشرين وساهم في إحراز فريقه الجديد بطولة الدوري. دُعي للمنتخب الوطني للشباب والمنتخب الأولمبي ولعب عدة مباريات ودية مع المنتخب الوطني للرجال.
علي الشيخ ديب قلب هجوم: العمر 25 سنة الطول 1.76م. بداية نجم كرة المنتخب وتشرين كانت في نادي الاتحاد الحلبي في فئتي الأشبال والناشئين وانتقل إلى الحرية ولعب لفئتي الشباب والرجال. لاعب لا يحتاج إلى الوصف أو التعريف بقدراته وإمكانياته فهو معروف عند جميع عشاق الكرة السورية. مثّل المنتخب الوطني للشباب والرجال والمنتخب الأولمبي ووقع في الموسم الماضي مع فريق برودسيلكي اليوناني وقدّم مستوى شهدت به الصحف اليونانية وفضّل اللعب في اليونان لأنه يحب الكرة الأوربية رغم العروض الكثيرة التي دقت بابه. ساهم في هذا الموسم في إحراز تشرين لقب الدوري وسجّل هدفين للذكرى في مرمى فريق الجيش.
سالم بركة قلب هجوم ووصيف هداف الدوري: العمر 22سنة الطول 1.82م. بدايته كانت مع فريق ناشئي تشرين ولعب في الموسم التالي مرحاة واحدة في دوري الشباب وتمّ ترفيعه مباشرة إلى فريق الرجال لمستواه المتطور وحركاته الملفتة في خداع الخصم أمام المرمى. والبركة يلعب مع فريق رجال تشرين منذ أربعة أعوام وسجّل في الموسم الماضي تسعة أهداف واستطاع أن يحقق هذا الموسم لقب وصيف الهداف بـ17 هدفًا وكان أحد أعمدة الفريق الرئيسية. ويمتاز أيضًا بارتقائه السليم لتحويل الكرات الرأسية إلى المرمى دعي إلى منتخب الشباب وحالت إصابته دون السفر مع زملائه الذين حققوا بعد ذلك كأس آسيا
لؤي عثمان حارس مرمى: العمر 23 سنة الطول 1.75م. بدايته كان مع صغار حطين ثم انتقل إلى فريق تشرين ولعب لجميع الفئات وأحرز مع ناشئي تشرين المركز الثاني في بطولة الدوري وكذلك فعل عندما كان مع فريق الشباب وتحت إشراف الكابتن حسّان محمد. انضم إلى فريق الرجال منذ عامين ولعب في البلاي أوف الموسم السابق وساهم في هذا العام في الزود عن مرمى تشرين في المباريات التي لعبها.
عمار حبيب قلب دفاع: العمر 30 سنة الطول 1.82م. نورس من نوارس المتوسط، لعب لمنتخبنا الوطني مبكّرًا لإمكانياته الكبيرة في الدفاع وقطع الكرات الأرضية والعالية فقد مثّل منتخب الوطن للشباب عام 1986 حتى عام 1990 وأحرز مع المنتخب كأس العرب في الأردن وبطولة دورة المتوسط وكأس رئيس بنغلاديش والتأهل إلى نهائيات كأس آسيا عام 1989 في قطر.
عادل جوني ظهير أيسر: العمر 23 سنة الطول 1.70م. هذا اللاعب بهر عشاق الكرة باختراقاته الناجحة من الجهة اليسرى وأيضًا في إتقانه مهارة المراوغة والتمرير. وقعت عليه عيون الكردغلي في إحدى مباريات الأحياء الشعبية فضمّه إلى فريق رجال تشرين وبدأ يتألق وشارك في البلاي أوف الموسم السابق وساهم في فوز فريقه ببطولة الدوري ولعب مباريات كثيرة.
ياسر لفاح قلب دفاع: العمر 27 سنة الطول 1.80م. البداية كانت مع أشبال تشرين ومن ثم مع فريق الناشئين بإشراف الكابتن إبراهيم فواخرجي ولعب مع فريق الشباب في مركز خط الوسط. وبعد أن تم ترفيعه إلى فريق الرجال لعب في مركز قلب الدفاع وكان صمام أمان فريق تشرين في سنوات كثيرة لعب في البلاي أوف الموسم السابق وفي هذا الموسم تعرّض لإصابة منعته من المشاركة مع فريقه في عدة مباريات
يوسف بيريش ظهير أيسر: العمر 29 سنة الطول 1.75م. كانت بدايته مع فريق الشباب وأحرز مع زملائه المركز الثاني في الدوري بعد الحرية. وكان يشرف على الفريق وقتها المدرب محمد زيادة.
رائد جورية ظهير أيمن: العمر 30 سنة الطول 1.76م. لعب في فرق الأشبال والناشين والشباب وأثبت وجوده في مركز الظهير الأيمن وكان يساعد زملاءه لاعبي الوسط في الهجمات. لعب في البلاي أوف الموسم الماضي وساهم مع زملائه بإحراز اللقب الغالي للمرة الثانية في تاريخ كرة تشرين.
أيهم عيوش خط وسط متأخر: العمر 20 سنة الطول 1.79م. مع أشبال تشرين كانت انطلاقة أيهم ولعب في نفس الموسم في الدوري بإشراف المدرب عبد الرحمن فواخرجي ومن ثم لعب في فريق الناشئين وفي فئة الشباب أحرز مع زملائه المركز الثالث في بطولة الدوري. لعب في الموسم الماضي 10 مباريات مع رجال تشرين وفي الموسم الحالي لعب ثلاث مباريات في الدوري ومثلها في الكأس بسبب آلام شديدة في الظهر.
أسامة زوزو قلب هجوم: العمر 22 سنة الطول 1.83م. بداية الزوزو مع الكرة كانت مع أشبال حطين ثم انتقل إلى تشرين ولعب لفريق الناشئين وكان هدّاف الدوري، ثم لعب لفريق شباب تشرين وأحرز لقب هدّاف الدوري أيضًا. وفي عام 1995 لعب لرجال فريقه لأول مرة. ولعب لفريق الجيش موسمًا كاملًا وسافر مع منتخب سورية العسكري إلى إيطاليا ولبنان. وبعد انتهائه من الخدمة الإلزامية عاد للدفاع عن ألوان فريقه تشرين وسجّل أربعة أهداف وقد حرمته الإصابة القاسية التي تعرّض لها من فرصة المشاركة المستمرة مع زملائه.
عماد سليطين خط وسط: العمر 22 سنة الطول 1.69م. ينتظر من هذا اللاعب أن يقدم الكثير في الأيام القادمة فلديه المقدرة على المراوغة والتسديد القوي وهو لعب لجميع فئات ناديه تشرين وشارك في مباريات البلاي أوف الموسم الماضي. سجّل عدة أهداف جميلة لفريقه في الدوري.
حازم حربا قلب هجوم: العمر 27 سنة الطول 1.78م. بداية الهدّاف السابق حازم كانت في نادي أمية بإدلب ومن ثم انضم إلى فريق تشرين عام 1993ولعب لفريق الجيش موسمًا كاملًا عندما كان يؤدي الخدمة الإلزامية. لعنة الإصابة لاحقت هذا اللاعب في هذا الموسم فبعد إصابته في قدمه تعرّض لحادث سير على طريق إدلب اللاذقية أدى إلى كسر الرقبة والأنف ورغم ذلك فقد شارك مع الفريق بقلبه وعقله.
عبد الرحمن زين جناح أيمن: العمر 21 سنة الطول 1.64م. بداية اللاعب عبّود زين كانت مع حطين حيث تدرّج في فئات الأشبال والناشئين والشباب وحقق لقب هدّاف الناشئين بـ12 هدفًا. لعب لفريق الجيش أثناء تأديته الخدمة الإلزامية. وساهم في صعود كرة الجيش إلى الأضواء. لعب الموسم الماضي مع تشرين في البلاي أوف بعد أن انتقل إلى صفوفه ولعب في هذا الموسم في عدة مباريات وكان ظهير بمستوى جيد.

## جمهور تشرين

شعار Eagles Tishreen Ultras

جمهور الرياضة في سورية عاطفي، شديد التعلق بناديه ومنتخباته الوطنية. ويعتبر تشرين واحدًا من أكثر الأندية جماهيرية في سورية، وهو يشكل ما يقارب نصف الجمهور الرياضي في اللاذقية.
عام 1997 (أثناء موسم البطولة الأخير لتشرين في الدوري السوري) كانت احتفالات جمهور تشرين تحظى بالكثير من المتابعة عبر الفضائيات العربية، ومثلًا برنامج Kick Off على تلفزيون المستقبل خصص فقرة أسبوعية للحديث عن الدوري السوري وأرسلت بعثة إعلامية لعمل حلقة خاصة عن جمهور نادي تشرين في مباراته الحاسمة أمام الجيش.
```
وكذلك كان يفعل المعلق الشهير 
ياسر علي ديب
 في برنامجه الرياضة حياة.
```

## كرة الطائرة
حمل لواءها نادينا باسم نادي اللاذقية أولًا ثم النهضة بعد عام 1971 ولمدة 18 عام متتالية حتى عام 1975 وخلال هذه الفترة كان معظم لاعبي منتخب سوريا من أفراد فريقنا.
ثم دفعة واحدة اعتزل معظم اللاعبين وحل جيل جديد تمكن من متابعة المنافسة وانتزاع مركز الوصيف بشكل دائم مع الوصول للمباراة النهائية في بطولة الكأس كل موسم منذ تأسيسها، كما تمكن من حمل كأس الجمهورية السورية كرة الطائرة عامي 1991 وعام 1999 بجدارة.
```
وفريق سيدات الطائرة حقق بطولة الدوري بعد سنوات قليلة من بدئها وذلك أعوام 
1981
 
و1982
 
و1983
 وبقي يحتل مركز الوصيف إلى أن انفرط عقد الفريق باعتزال خبيراته في بداية التسعينات (
تهامة خربيط
، 
غيداء فاروسي
، 
بيرت بولس
، 
إكرام اسطفان
، 
إلهام فاروسي
، 
أليسار زادة
، 
سهيلة نعمان
..)
```

من أبرز النتائج التي حققها فريق رجال نادي اللاذقية فوزه على منتخب بكين (3 - 2) في مباراة الذكرى بعد أن كان الفريق الضيف قد سحق منتخبات وفرق المنطقة كلها.
```
وأهم اللاعبين هم :
```

الجيل الأول : فريد حنا، أنيس حبيشي، بهجت طاسيا، ميشيل كفا، سهيل سابا.
الجيل الثاني : عبد المطلب صهيوني، كابي صهيوني، ميشيل صهيوني، رياض صهيوني، نبيل صهيوني، الشريف سهل، سليم شامي، مروان طاسيا..
الجيل الثالث : صخر خيربك، حنا سابا، مازن مملوك، هشام حسن، الياس عيد، جورج خوري، كميل عطرة، جمال خوري..·

## كرة السلة
باسم نادي الحرية بقي فريقنا في عداد أندية الدرجة الأولى بنيله بطولة المحافظة دومًا ثم هبط للدرجة الثانية في نهاية السبعينات. وتحت اسم نادي تشرين عاد للدرجة الأولى وهبط من جديد للثانية عدد من المرات. وأبرز النتائج هي التأهل لدور الستة الأقوياء وتحقيق نتائج جيدة جدًا بوجود مجموعة من اللاعبين (سومر خوري، محمد فضلية، محمد ملحم، السباعي، والمحترف الأمريكي برينتس ماكرودر وآخرين)

من لقاء تشرين مع الحرية موسم 2010

أما أبرز من قدم نادي الحرية الدكتوران كمال نحال وميشيل سعلوكة، مالك حافظ، منذر حكيم، طوني غصن، الياس سعلوكة، صالح نوفل، زهير صايغ، ماجد عثماني، طوني شاهين، محمد زيدان، الياس صايغ، نيكولا كريستوفيدس، جان إبراهيميان..

## كرة الطاولة
حققنا العديد من البطولات على يد لاعباتنا سهى أنوس وهادية أبو شام (الملقبة بالفراشة) حيث حققت لاعبتنا هادية أبو شام المركز الثاني في البطولة العربية للناشئات بالقاهرة ومثلت نادي تشرين ببطولة الأندية العربية في بيروت عام 1996 وأحرزت المركز الرابع وبالدورة العربية في لبنان أحرزت البرونزية بالفردي والفضية بالفرق.
في عام 1996 حققنا بطولة الدوري للسيدات على يد لاعباتنا : هادية أبو شام، سهى أنوس، رانية عبود وكانت قد أحرزت كل من هادية أبو شام وسهى أنوس بطولة الناشئات ثلاث مرات متتالية الألعاب الفردية.

## الوثبة الثلاثية
حقق اللاعب يوسف الصايغ ذهبية الدورة العربية في دمشق عام 1966 برقم قدره 13.59 متر.

## قفز بالزانة
حقق اللاعب فريد حنا الانجازات التالية :
- الميدالية الذهبية : دورة الألعاب العربية الثانية 1957
- الميدالية الذهبية : دورة الألعاب العربية الثالثة 1961
- الميدالية الذهبية : بطولة الجامعات العربية في القاهرة عام 1959
- الميدالية الفضية : بطولة الجامعات الفرنسية في باريس عام 1958
- الميدالية الذهبية : ألعاب البحر الأبيض المتوسط في بيروت عام 1959

## رفع أثقال
حقق الرباع الدولي عمار قدرو العديد من البطولات منها مرتين دورة الألعاب العربية والسادس على العالم في ألعاب أولمبية صيفية 1980 في موسكو.

## سباق دراجات
أبرز انجازات النادي في هذه اللعبة أن قدم نادي تشرين للمنتخب الوطني عددًا من اللاعبين الذي حققوا بطولة القطر بالسباقات الفردية أمثال سامر صالح وعبد الناصر هنيدة.

## السباحة
قدم نادي الحرية العديد من أبطال القطر والعالم بالسباحة الطويلة مثل صالح هارون ومصطفى زين العابدين وجلال زيدان والجدير ذكره أن نادي الحرية كان يفخر بأنه قدم أول بطل عربي سوري حقق انتصارًا ببطولة العالم لـالسباحة الطويلة عام 1958 في فئة الهواة وهو السباح السوري الرائد مصطفى زين العابدين